# جيمس لورانس بارتول
جيمس لورانس بارتول (بالإنجليزية: James Lawrence Bartol)‏ هو محامي وقاضي أمريكي، ولد في 4 يونيو 1813، وتوفي في 23 يونيو 1887.